# Tasiocera barringtonensis
Tasiocera barringtonensis är en tvåvingeart som beskrevs av Alexander 1928. Tasiocera barringtonensis ingår i släktet Tasiocera och familjen småharkrankar. Inga underarter finns listade i Catalogue of Life.